# معاون مجلس بوئنوس آیرس
معاون مجلس بوئنوس آیرس (اسپانیایی: Buenos Aires viceversa‎) یک فیلم به کارگردانی آلخاندرو اگرستی است که در سال ۱۹۹۶ منتشر شد. از بازیگران آن می‌توان به آلخاندرو اگرستی اشاره کرد.